# Фуллер, Флоренс
Флоренс Ада Фуллер (англ. Florence Fuller; 1867, Порт-Элизабет — 17 июля 1946, Глэйдсвилл) — австралийская художница южноафриканского происхождения. 

## Биография
Родившись из Порт-Элизабете, Фуллер в детстве эмигрировала в Мельбурн вместе со своей семьёй. Там она обучалась живописи у своего дяди, Роберта Хокера Даулинга, и преподавателя Джейн Сазерленд, а также брала уроки в художественной школе при Национальной галерее Виктории, став профессиональной художницей в конце 1880-х годов. В 1892 году она покинула Австралию, отправившись сначала в Южную Африку, где встретилась с Сесилем Родсом и написала его портрет, а затем в Европу. Она жила и училась там в течение последующего десятилетия, не считая краткосрочного возвращения в Южную Африку в 1899 году, чтобы нарисовать портрет Родса. Между 1895 и 1904 годами её работы выставлялись в парижском Салоне и лондонской Королевской академии художеств.
В 1904 году Фуллер возвратилась в Австралию, жила в Перте. В этот период времени создала самые известные свои полотна, в том числе «A Golden Hour», названный Национальной галереей Австралии «шедевром», когда эта картина была приобретена ей в 2013 году. 
Начиная с 1908 года Фуллер много путешествовала, жила в Индии и Англии, прежде чем в итоге поселиться в Сиднее. Там она стала первым преподавателем эскиза в Школе изящных и прикладных искусств, созданной в 1920 году обществом женщин-художников Нового Южного Уэльса. Она умерла в 1946 году.
Высоко оценённые ещё при её жизни в области как портрета, так и пейзажа, к 1914 году работы Фуллер были выставлены в четырёх государственных галереях — трёх в Австралии и одной в Южной Африке, — больше, чем у любой другой австралийской женщины-художника в то время. Впоследствии её творчество забылось, а сведения о ней часто отсутствовали даже в справочных работах по австралийским художникам. Её картины находятся ныне в нескольких государственных художественных коллекциях, в том числе в Картинной галерее Южной Австралии, в Художественной галерее Западной Австралии, в Национальной галерее Австралии, в Национальной галереи Виктории и Австралийской Национальной портретной галерее.